# Munirita
La munirita és un mineral de la classe dels òxids. Rep el seu nom en honor de Munir Ahmad Khan (1926-1999), president de la Comissió de l'Energia Atòmica del Pakistan.

## Característiques
La munirita és un òxid de fórmula química NaVO₃·1,9H₂O. Cristal·litza en el sistema monoclínic en agregats fibrosos de forma irradiant o esfèrica, de fins a 3 mm. La seva duresa a l'escala de Mohs és 1 a 2.
Segons la classificació de Nickel-Strunz, la munirita pertany a «04.HD - Inovanadats» juntament amb els següents minerals: ansermetita, rossita, metarossita,
metamunirita i dickthomssenita.

## Formació i jaciments
La munirita apareix en pedra sorrenca, presumiblement formada a partir de l'oxidació de minerals d'urani primàris que contenen vanadi.
Va ser descoberta a Bhimber (Azad Kashmir, Pakistan). També ha estat trobada a Witbank, a Nkangala (Província de Mpumalanga, Sud-àfrica) i a dos indrets de Colorado: la mina Packrat, al comtat de Mesa, i a la mina Blue Strike, al comtat de Montrose.